# 交感神經抑制劑
交感神經抑制劑(sympatholytic drug)是一種藥物，它對抗由交感神經系統（SNS）支配的效應器官中節後神經放電的下游作用。它們具有各種功能；例如，它們可用作抗高血壓藥。它們還用於治療焦慮症，例如廣泛性焦慮症、恐慌症和PTSD。